# Ataque de Chinégodar
O ataque de Chinégodar ou ataque de Chinagodrar ocorreu em 9 de janeiro de 2020 no contexto da Guerra do Sahel.
Em 9 de janeiro de 2020, um grande grupo de militantes jihadistas atacou uma base militar em Chinagodrar, na região de Tillabéri, no Níger.  O posto do exército em Chinagodrar, está situado no oeste do país, a 13 quilômetros (8 milhas) da fronteira com o Mali, 210 quilômetros (130 milhas) ao norte de Niamey.  Foi confirmado que pelo menos 89 soldados nigerinos foram mortos no ataque, com mais baixas suspeitas.  O governo do Níger declarou que 77 militantes foram mortos. 
A insurgência no Sahel se intensificou no final dos anos 2010. Este ataque seguiu aqueles no Níger em 10 de dezembro e em 25 de dezembro.

## Resultado
O governo do Níger declarou três dias de luto nacional após a batalha.  O presidente do pais, Mahamadou Issoufou, demitiu o general Ahmed Mohamed, chefe do exército do Níger, e substituiu-o pelo general Salifou Modi. 